# Magomed Dzhafárov
Magomed Radzhabovich Dzhafárov –en ruso, Магомед Раджабович Джафаров– (18 de julio de 1976) es un deportista ruso que compitió en judo. Ganó una medalla de bronce en el Campeonato Mundial de Judo de 2003, en la categoría de –66 kg.

## Palmarés internacional
| Campeonato Mundial | Campeonato Mundial | Campeonato Mundial | Campeonato Mundial |
| Año                | Lugar              | Medalla            | Categoría          |
| ------------------ | ------------------ | ------------------ | ------------------ |
| 2003               | Osaka (Japón)      | Medalla de bronce  | –66 kg             |